# ماهیچه کوتاه خم‌کننده شست دست
ماهیچه کوتاه خم‌کننده شست دست (انگلیسی: Flexor pollicis brevis muscle) کار تاکردن شست دست و نزدیک کردن شست دست به خط میانی بدن را برعهده دارد.
ماهیچه کوتاه خم‌کننده شست دست یکی از سه ماهیچه برجستگی بزرگ کف دست است.
ماهیچه کوتاه خم‌کننده شست دست یک بخش سطحی و یک بخش عمقی دارد.
خاستگاه آن تکمه استخوان ذوزنقه‌ای، ذوزنقه‌ای، رتیناکولوم تاکننده (flexor retinaculum) است.
پیوندگاه آن کناره جانبی قاعده بند پروکسیمال شست دست، و عصب‌گیری‌اش از عصب میانی (مدین) و عصب زند پایینی (اولنار) است.

## نگارخانه

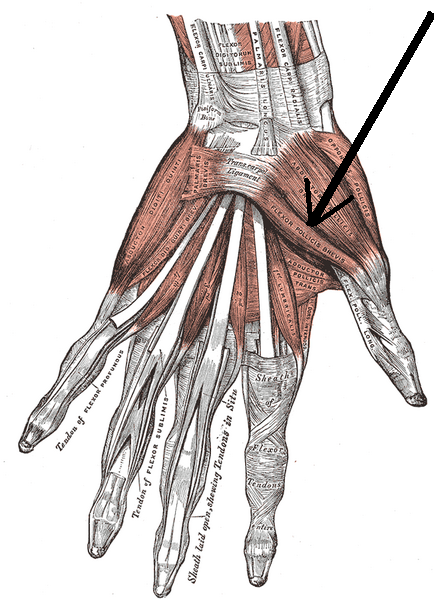
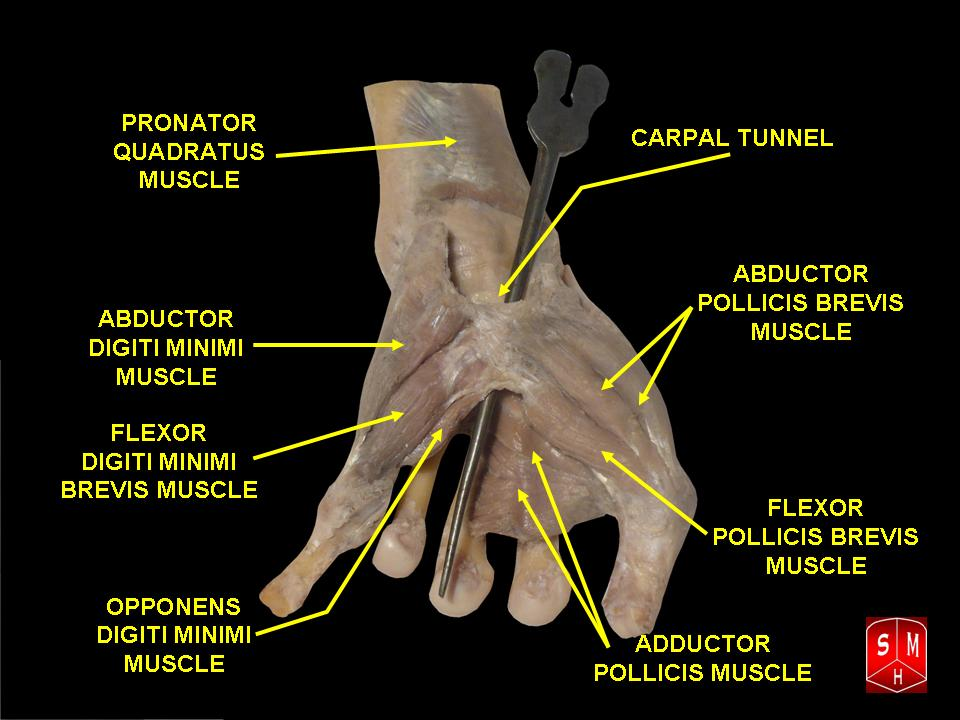
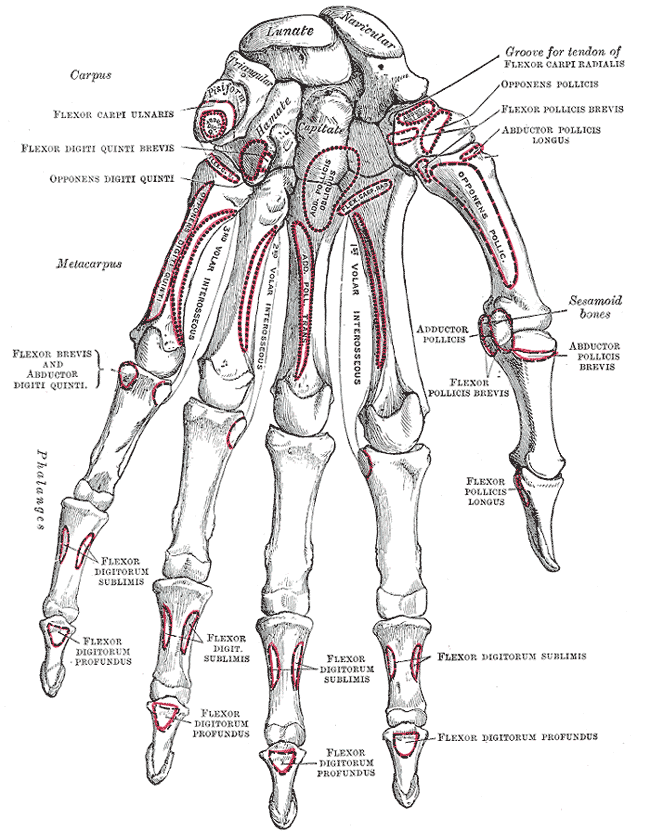
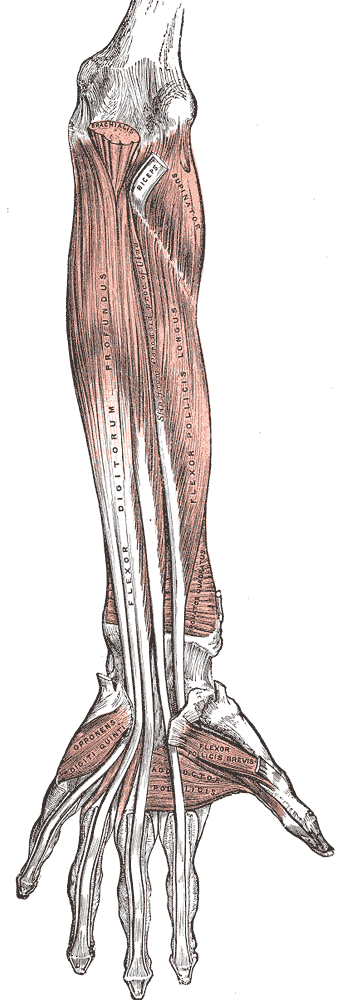
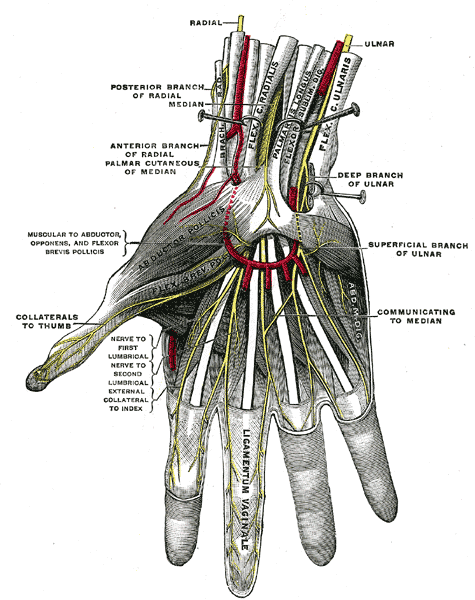
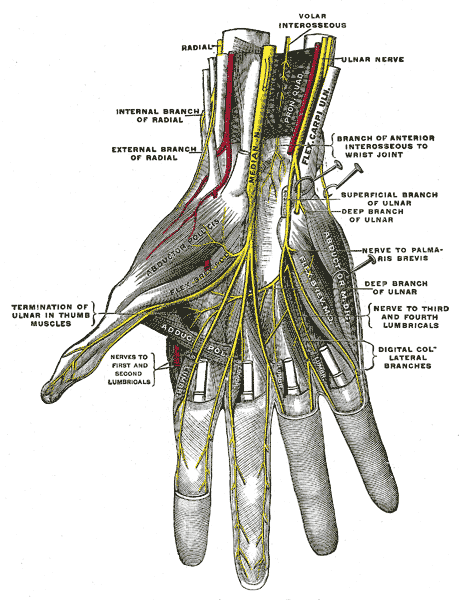
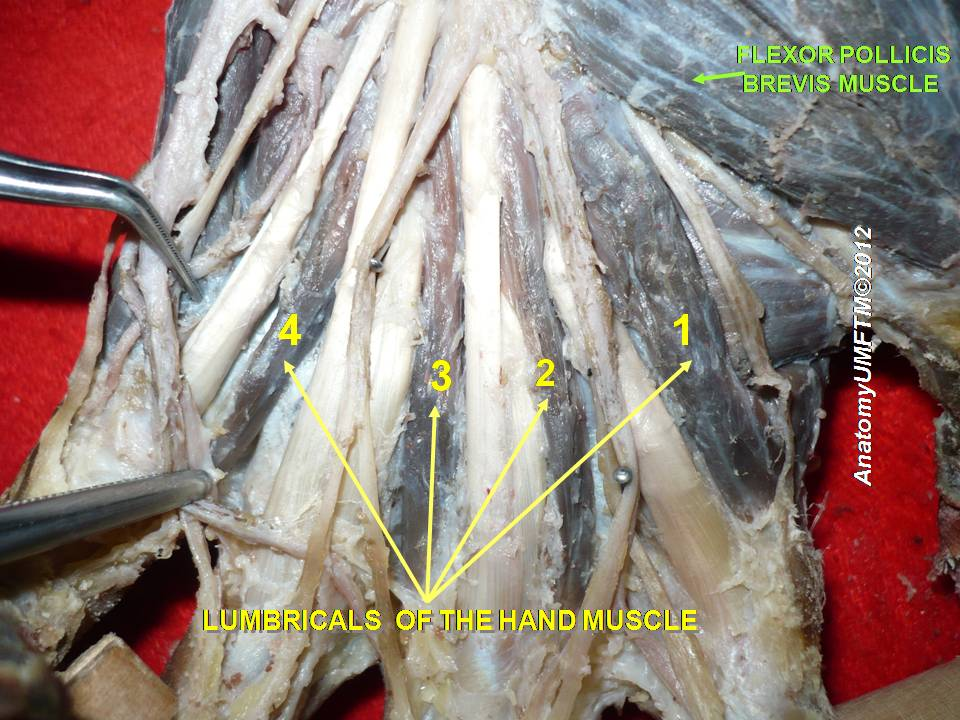
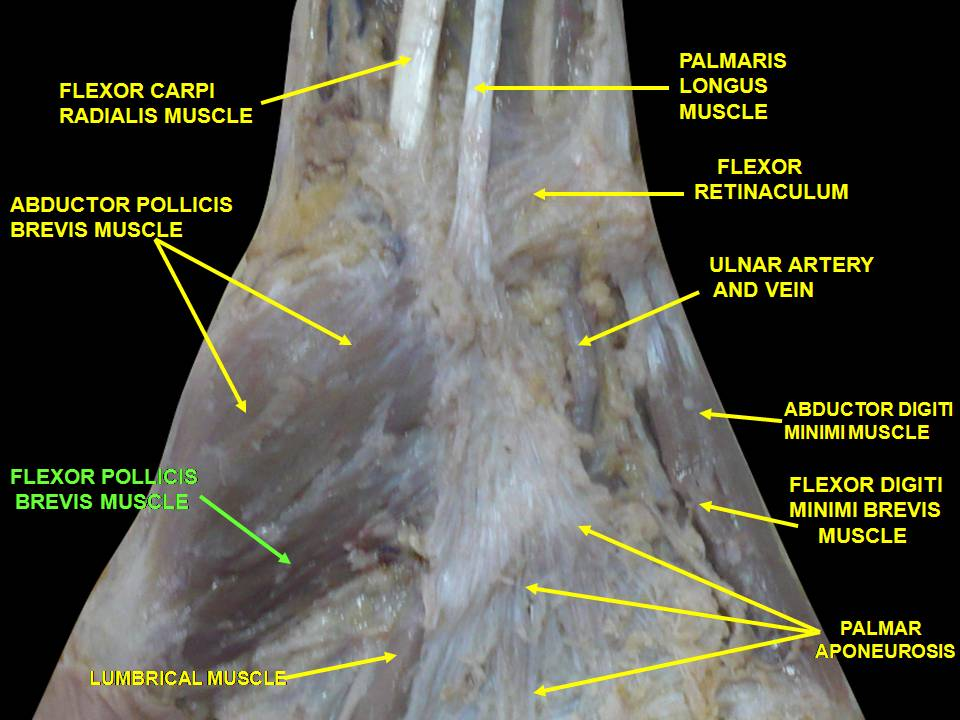
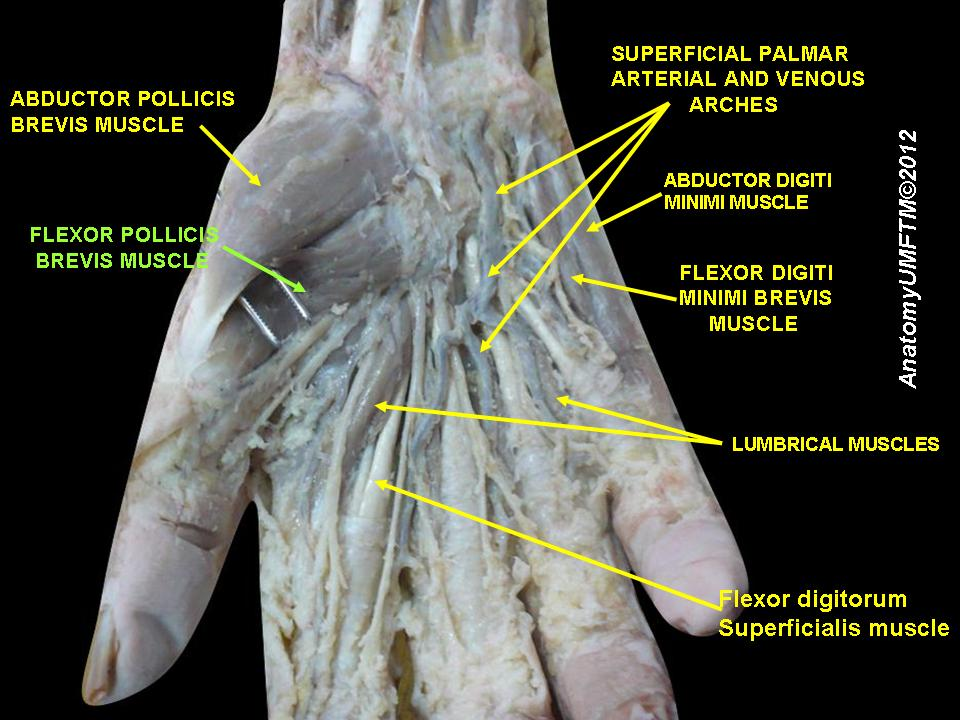
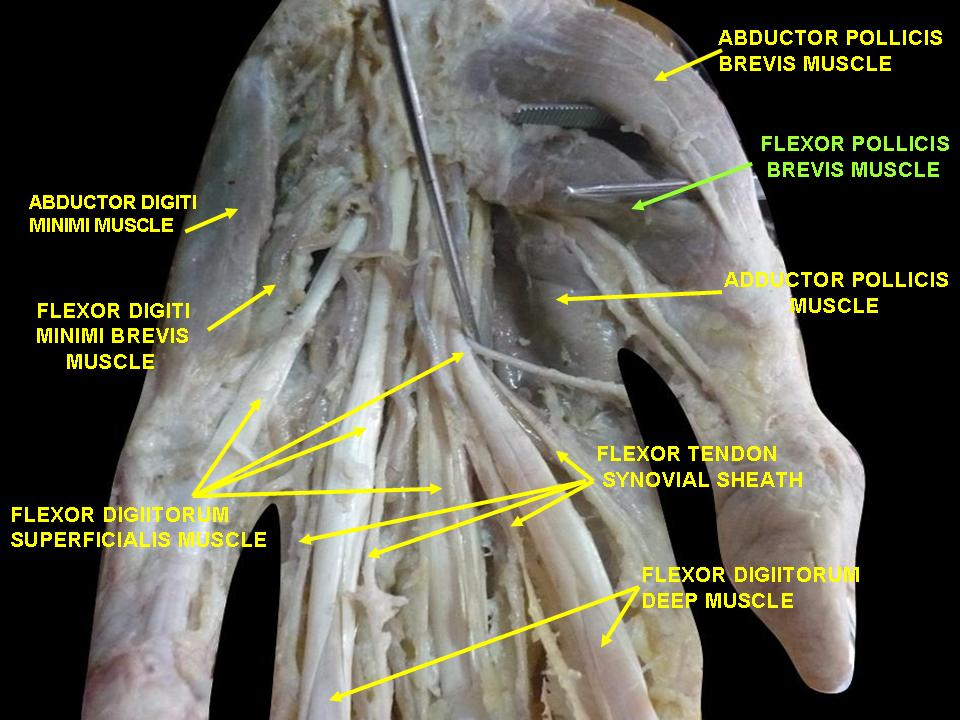
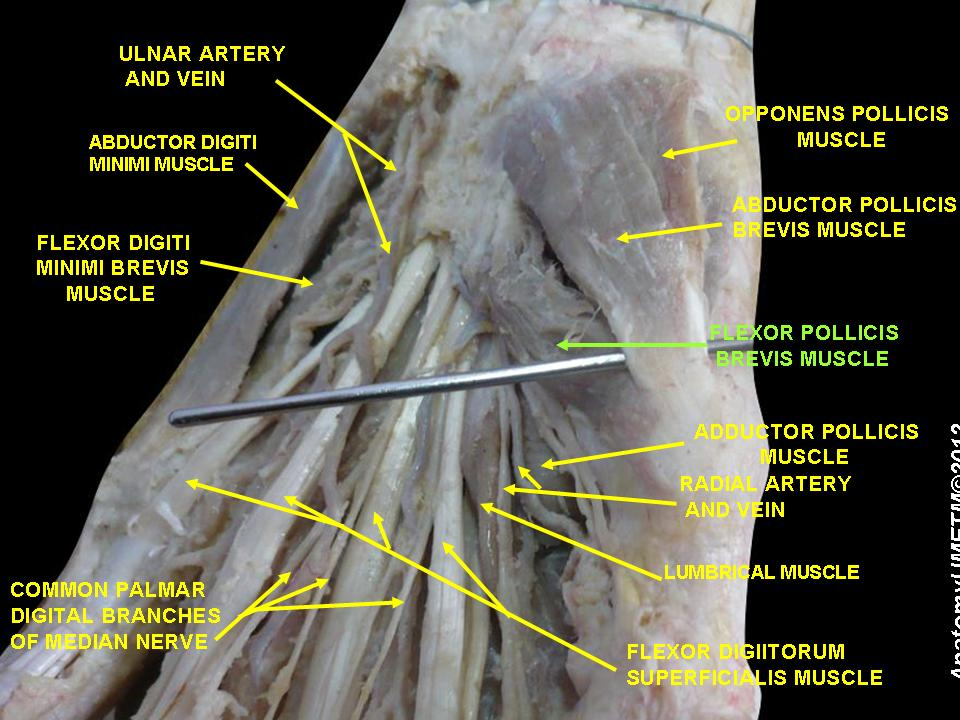
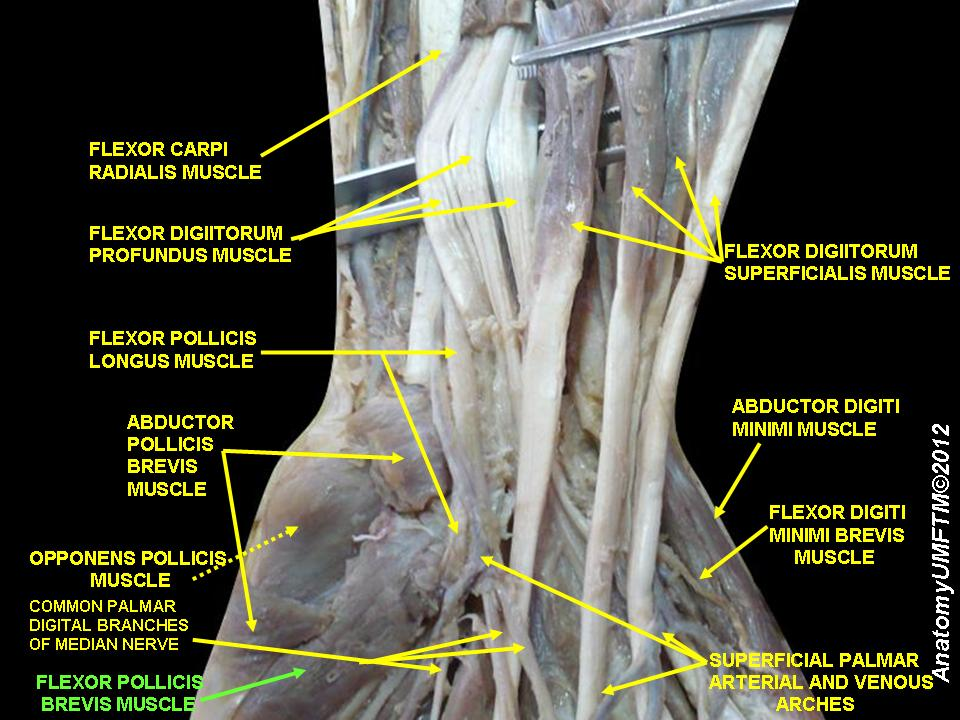
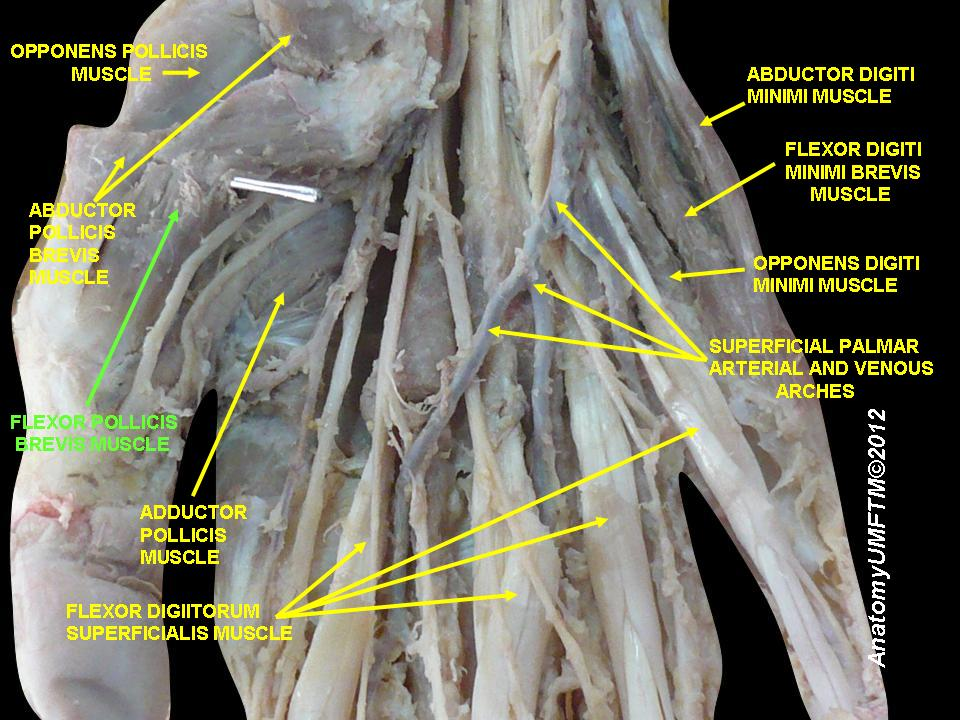
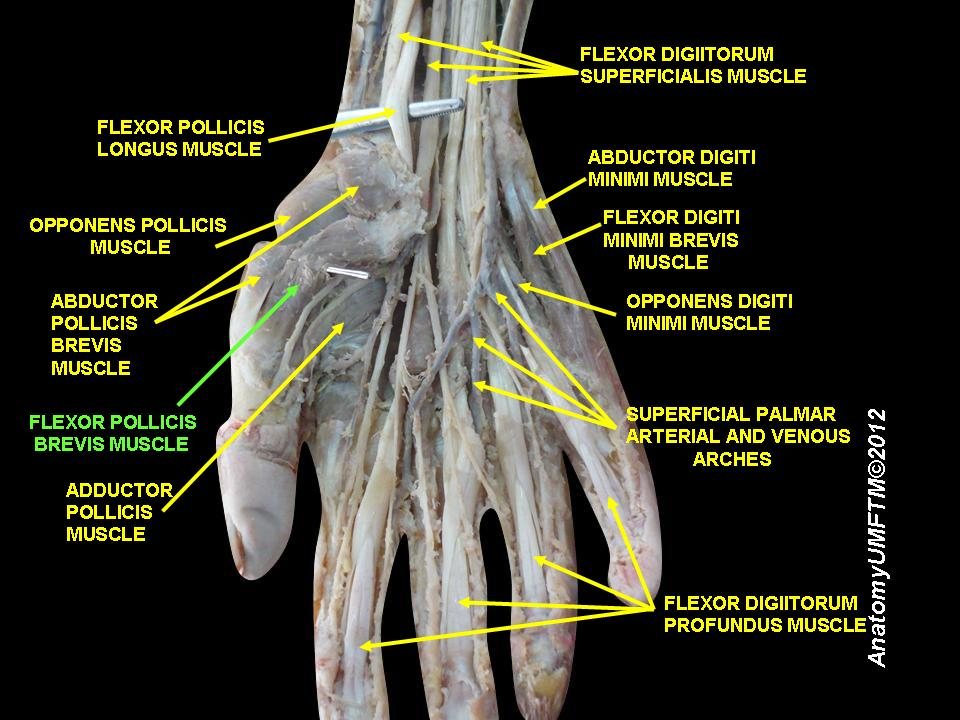
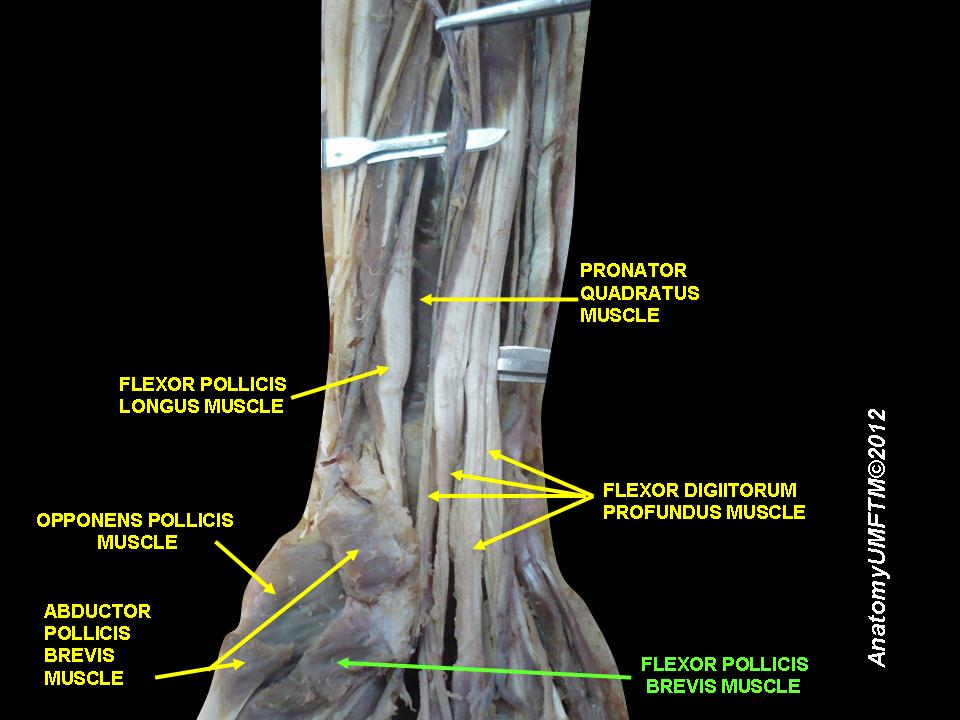
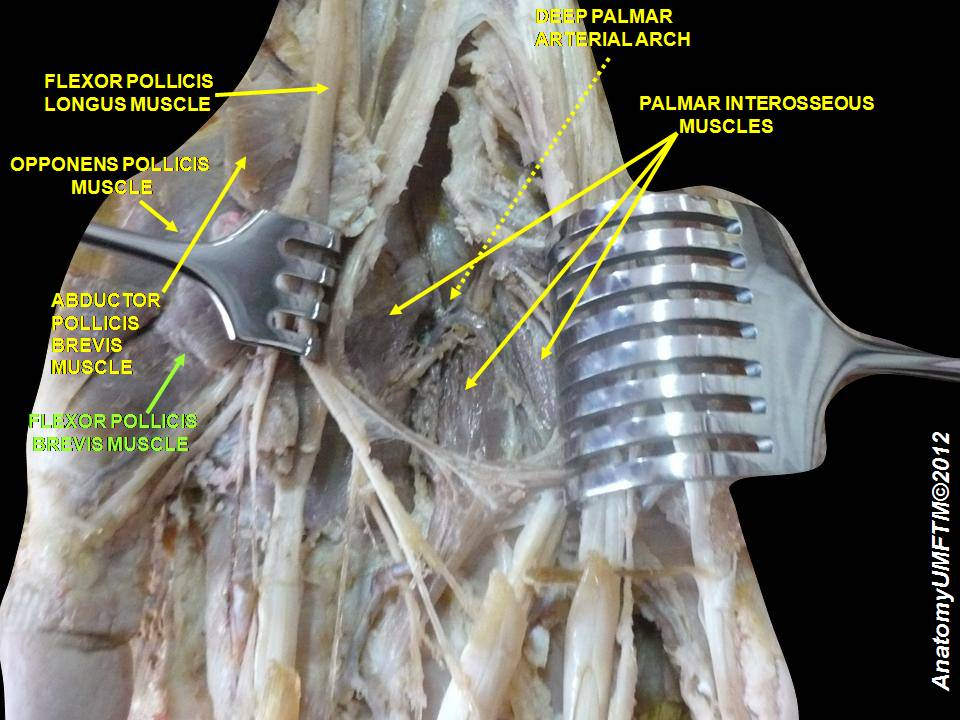
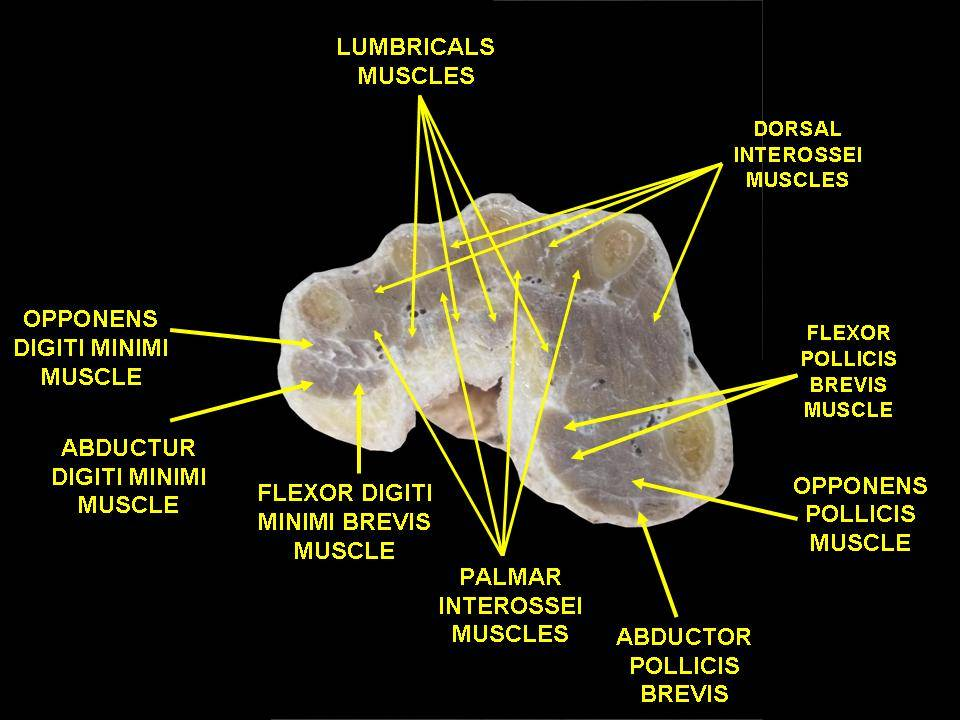